# NGC 463
NGC 463 é uma galáxia espiral (S0-a) localizada na direcção da constelação de Pisces. Possui uma declinação de +16° 19' 31" e uma ascensão recta de 1 horas, 18 minutos e 58,2 segundos.
A galáxia NGC 463 foi descoberta em 16 de Dezembro de 1871 por Édouard Jean-Marie Stephan.